# Tout schuss
Pour plus de détails, voir Fiche technique et Distribution.
Tout schuss est une comédie française réalisée par François Prévôt-Leygonie et Stéphan Archinard et sortie en 2016.

## Synopsis
Max Salinger (José Garcia), écrivain divorcé, flamboyant et égocentrique, refuse d'accueillir sa fille de 15 ans (Manon Valentin). Pour se venger, elle lui vole son dernier manuscrit et file en classe de neige. Pour le récupérer, Max n'a d'autre choix que d'aller dans la station de ski en s'improvisant « parent accompagnateur ».
Malheureusement il n'est pas un parent exemplaire, mais encore moins un accompagnateur et la vie de Max au milieu des ados s'annonce périlleuse.

## Fiche technique
- Titre : Tout schuss
- Réalisation et adaptation : François Prévôt-Leygonie et Stéphan Archinard
- Scénario et dialogues : Serge Lamadie, avec l'aide de Josselyn Bossennec et Vianney Lebasque
- Musique : Matthieu Gonet
- Supervision musicale : Elise Luguern et Lucie Egal (Explosante Fixe)
- Cascades : Rémi Canaple et David Grolleau
- Montage : Reynald Bertrand
- Photographie : Stephan Massis
- Costumes : Camille Rabineau
- Chef décorateur : Pierre Ferrari
- Matériels de tournage : Transpalux
- Casting : Martin Rougier
- Producteurs : Marc-Étienne Schwartz, Marc Stanimirovic et Jean-Yves Robin
- Production : M.E.S. Productions, Monkey Pack Films, SND et France 2
- Producteurs exécutifs : Marc-Etienne et Philippe Schwartz
- Participation à la production : D8, Canal + et Ciné +
- Soutien à la production : France Télévisions, le CNC et la Procirep
- Banque : Espérito Santo et de la Vénétie
- Budget : 5.6M€[1]
- Distribution : SND
- Attaché de presse : Dominique Segall
- Postproduction : Amazing Digital Studios (Paris)
- Lieux de tournage : Les Contamines-Montjoie (source : générique)
- Pays d'origine :  France
- Langue : français
- Format : couleur - 2.35:1 - Cinéma numérique
- Durée : 96 minutes
- Genre : comédie
- Dates de sortie :
  - France : 13 janvier 2016
- Visa d'exploitation n°137 874

## Distribution
- José Garcia : Max Salinger
- Manon Valentin : Rosalie
- Laurent Bateau : Yann

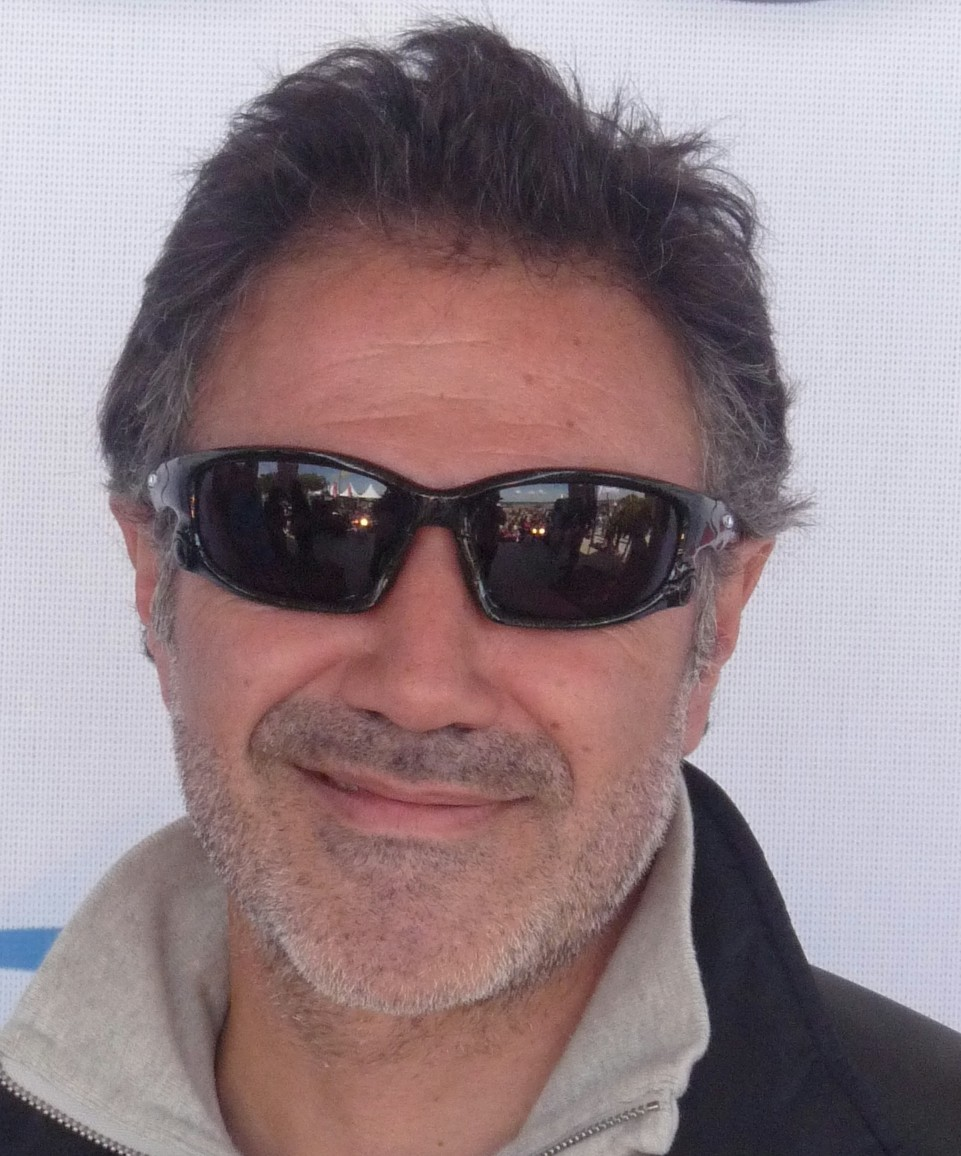
La tête d'affiche José Garcia en 2012, comme parrain du Mondial du Vent de Leucate.

- Melha Bedia : Brenda, une copine de classe
- François Deblock : Steeve
- Alexia Barlier : Elsa Jay
- Anne Girouard : Sylvie, l'institutrice qui encadre le séjour à la montagne
- Gwendolyn Gourvenec : Catherine Barns
- Léopoldine Serre : Isabelle
- Victor Meutelet : Nathan
- Margaux Rossi : Émilie, une copine de classe
- Mélanie Guth : la mère de Rosalie
- Franz Lang : le journaliste
- Max Moreau : Le petit gros boulimique

## Musique
- Antisocial par Trust de 1980.
- Daddy Cool par Boney M. de 1976.

## Accueil

### Box-office
- Box-office France : 533 794 entrées[2]